# Firenzei Képzőművészeti Akadémia
A Firenzei Képzőművészeti Akadémia egy nyilvános művészeti akadémia, amely San Matteo egykori ispotályában, a Via Ricasoli / Piazza San Marco területén található. Ennek a kulturális intézménynek a történelmi jelentőségét hangsúlyozzák ősi datálása és azok a szereplők, akik az évszázadok során a részesei voltak.

## Az Akadémia története

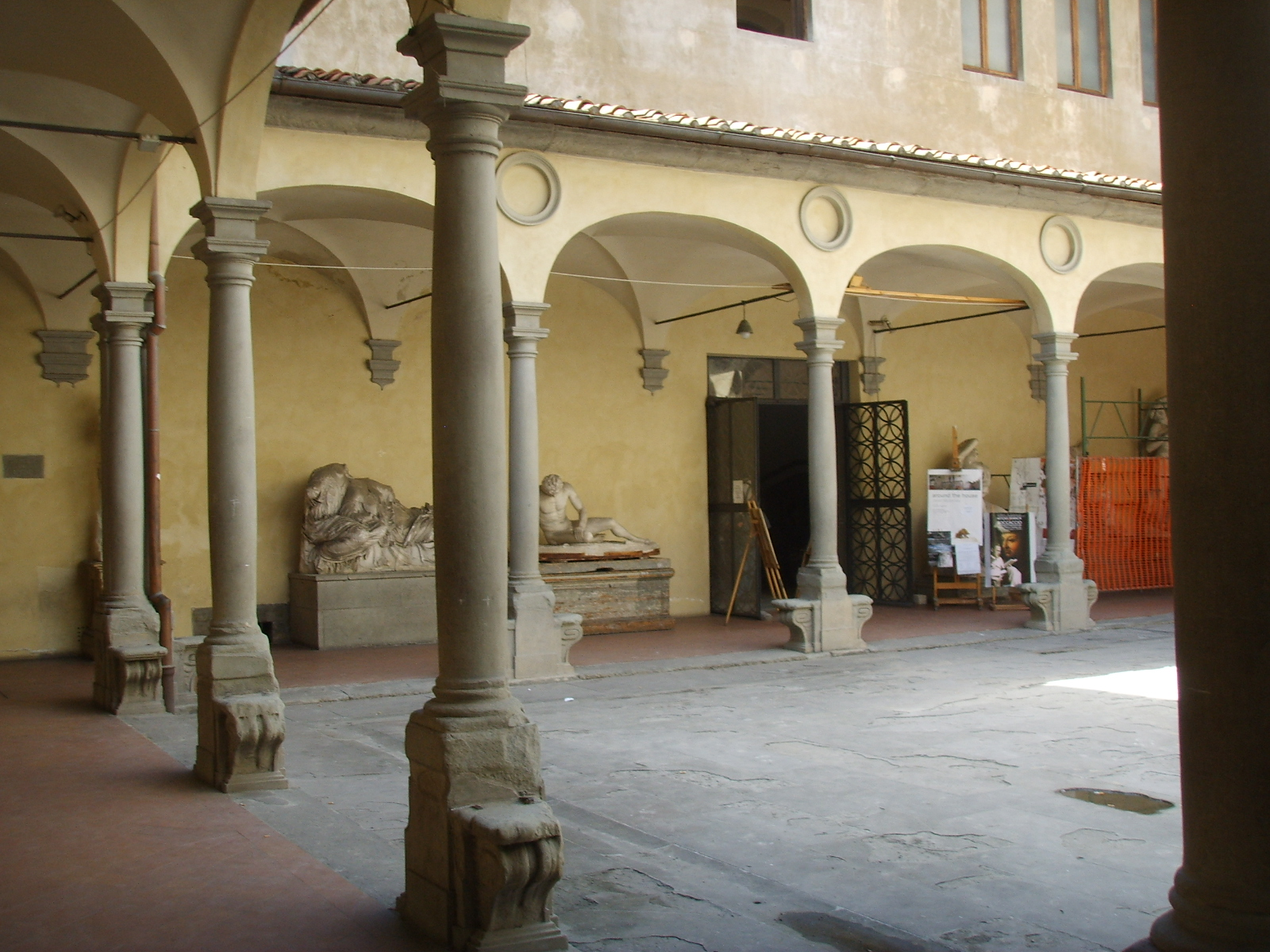
Belső udvar, híres szobrok gipszöntvényeivel

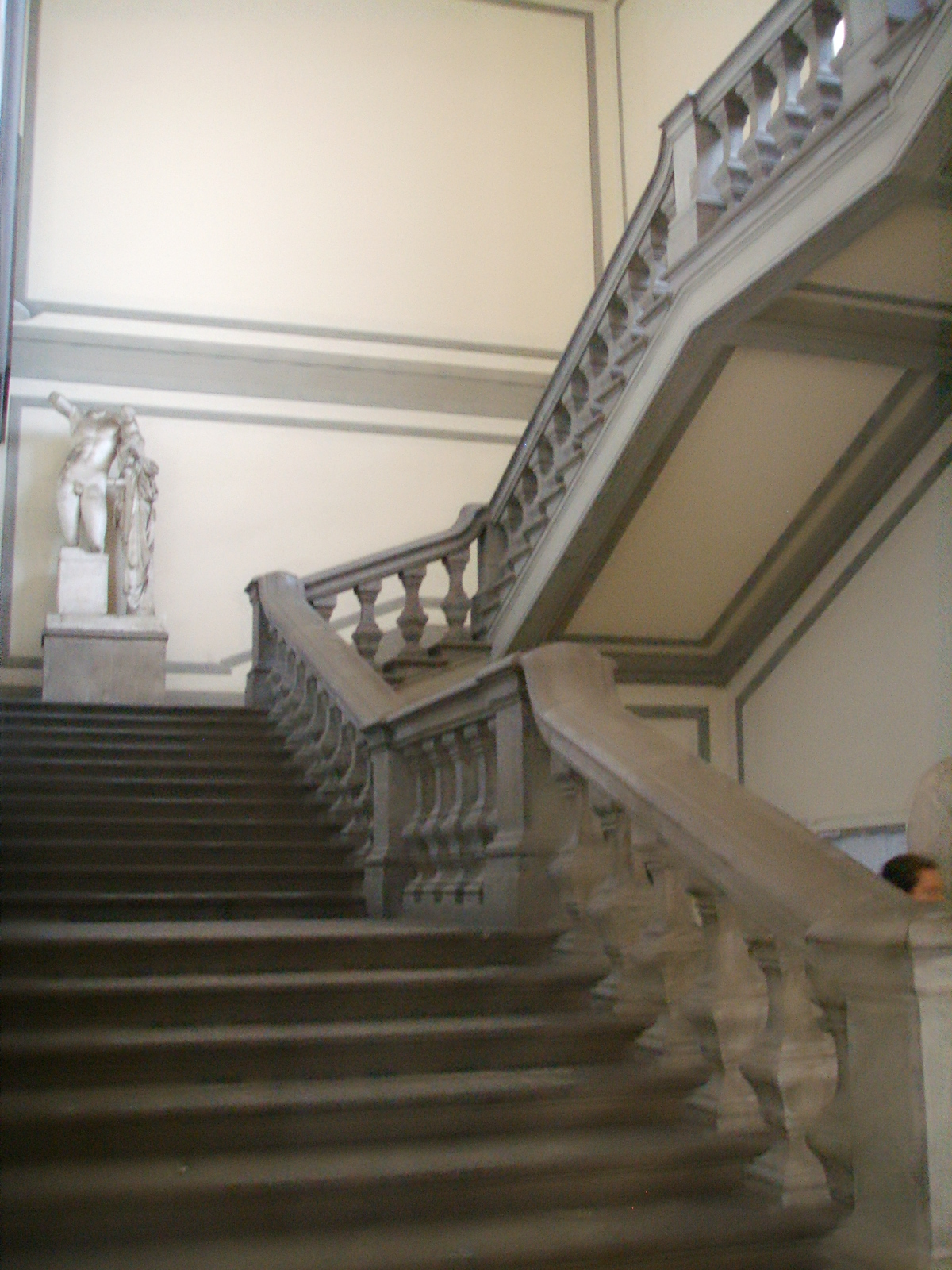
A monumentális lépcsőház

Az Akadémia 1784-ben született a Rajzművészeti Akadémia II. Lipót magyar király által óhajtott reformja nyomán, hogy egy olyan modern művészeti intézetet alakítsanak ki, amely az iparművészet új igényeit is kielégíti. A Rajzakadémia egy évszázaddal később a bevett művészek rangos egyesületeként, egyfajta „szakmai rendként” született újjá, míg a Képzőművészeti Akadémia minden oktatási funkciót örökölt.
Azokba az időkbe nyúlik vissza az ingyenes nyilvános művészeti oktatás megnyitása, a „Festészet, szobrászat, építészet, dekoráció és metszet tárgyaival, valamint a régi és modern szerszámok és alkotások gyűjteményének létrehozásával, tanulmányozásra és másolásra, amely ma az Akadémia Múzeum nagy részét tartalmazta. Nevét Antonio Canova – akit Londonba hívtak a Parthenón Elgin golyóival kapcsolatos szakértelemre – a kalkit elküldte az Akadémiára, hogy másolatként használják fel; míg a dolgozószobát gazdag könyvtár kísérte, számos könyvvel, köztük ritkákkal is. 1872-ben Michelangelo Buonarroti Dávid című művét is ide vitték, miközben az Akadémia gondoskodott a Piazza della Signorián való kiállításáról.
Az intézet története a toszkán állam megrázkódtatásait követte, először a francia megszállással, majd Élisa Bonaparte uralmával. Ebben az időszakban, az 1814-es visszaállításig az Akadémia a Firenzei Közösséghez kötődő intézetté vált, és éppen az 1807-ben és 1812-ben létrejött alapszabálynak köszönhetünk nagyon fontos változtatásokat, új módszerek bevezetését, amelyek ma is az intézet oktatásának és fiziognómiájának alapját képezik.
A tizennyolcadik század vége és a tizenkilencedik század között Firenzében viták is zajlottak a tradicionalista akadémikusok, például Pietro Benvenuti, Lorenzo Bartolini, Raffaello Morghen és Giovanni Dupré tanárai és diákjai, valamint az újítók, különösen a Macchiaiolik között, akik az impresszionista Adriano Cecionit Telemar Signorini, Silvestro Lega és Giovanni Fattori, még ha a párizsiak éles hangjait nem is érték el.
Firenze mint főváros korszakával (1865–1871) az iskola és gyűjteményeinek múzeuma, a Galleria Antica e Moderna végleg különvált, azóta külön állami múzeum, amely már az oktatási helyiségek egy részében található.
1873-tól, mint már említettük, a Képzőművészeti Akadémián belül újjáalakult a Formatervező Művészeti Akadémia, amely a Professzori Kollégiumot jelölte meg, amelyet az oktatóintézetétől eltérő felügyeleti, tanácsadási és véleményezési jogkörrel és funkcióval ismertek el. Ez a struktúra egészen 1937-ig állt fenn, amikor az 1923-as zsidóellenes reformot követően az építészet oktatását leválasztották a Firenzei Egyetemmel (1927) egyesülő Képzőművészeti Akadémiáról és a Tervezőművészeti Akadémiáról, amely ettől kezdve az iskolától különálló tiszteletbeli intézmény volt.
A szakképzések kialakításával, valamint az első- és másodfokú diplomák viszonylagos megkülönböztetésével mára a Képzőművészeti Akadémia az egyetemi képzési pályához igazodott.

## Az ispotály története
Vinci di Graziano Balducci da Montecatini gazdag bankárjának, Guglielmónak ("Lemmo"), aki Firenzébe költözött, és ott vett feleségül 1350-ben egy parmai származású, jó családból származó nőt, három lányuk született. Miután jól férjhez adta őket (az egyiket Francescának hívták, Francesco di Averardo de' Medicit vette feleségül), úgy döntött, hogy hálát ad Istennek lelkéért azzal, hogy jelentős vagyonát egy jótékonysági tevékenység megalapítására fordítja, a "betegek javára". Miután 1385-ben megszerezte a jelenlegi Via Ricasoli és Via Cesare Battisti közötti épületcserét a San Niccolò di Cafaggio bencés apácák új kolostoráért cserébe (amelyhez speciálisan az Alfanitól és Guidalottitól vásárolt házat), elkezdett egy új ispotályt építeni, Romolo di Bandino és Sandro del Vito kőművesekkel Pontosabban, a szerkezetátalakítási munkálatok során 1387-ben már elkészült a kollégium és a refektórium, míg a loggia építése 1391-92-re tehető a Bonifacio kórház mintájára, a munkálatok 1410-es befejezésével, amikor Lelmo már nem élt.
Az ispotaly az Arte del Cambio kezelésébe került, amelynek Balducci is tagja volt, Szent Máté apostolnak, a művészet védelmezőjének szentelve, de a nép az alapító nevének eltorzítása miatt mindig "spedale di Lelmó"-nak vagy "di Lemmó"-nak nevezte. Valódi kórházként fogadta a szegény betegeket és főleg mindkét nem betegeit, hiszen akkoriban a Ospedale Santa Maria Nuova létezett a városban. De ha ez utóbbit főként firenzeiek és vidékiek használták, a San Matteo-kórház is szívesen fogadta a külföldieket, hiszen az Arte del Cambio gyakrabban állt kapcsolatban külföldi intézményekkel és állampolgárokkal.

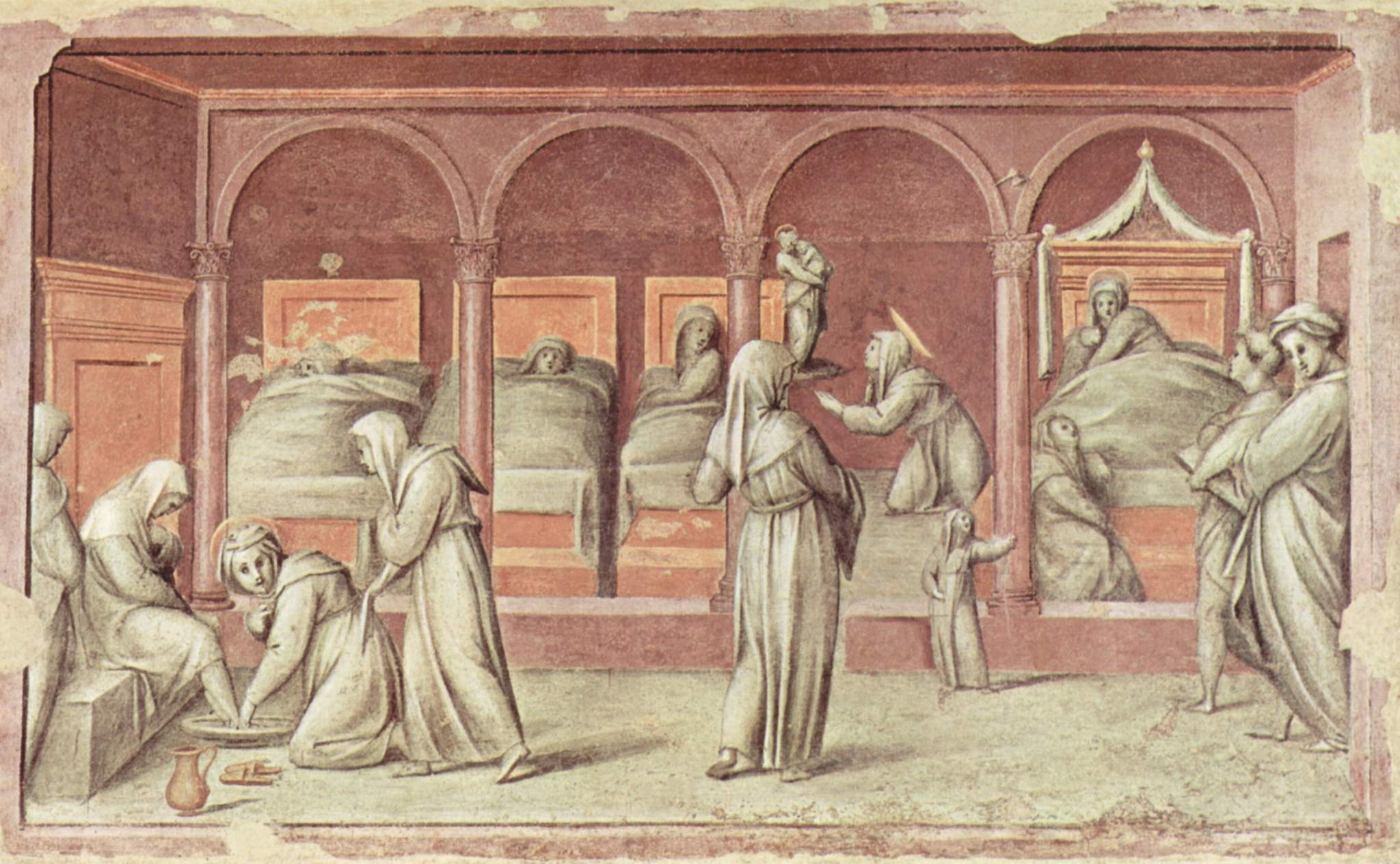
Pontormo: A kórhái élet és a Galleria dell'Accademia, Firenze

A segítséget ingyenesen szolgálatot teljesítő önkéntesek, a kórház igazgatását a papi rendhez tartozó „spedalinghi” rektorokra bízták. A kórház női osztályának, az ott szolgáló oblátusokkal való megjelenésének ikonográfiai bizonyítékai az Accademia Galériában őrzött Jacopo Pontormo freskója, Kórházi élet epizódja, a valószínűleg ábrázolt helyiségben, ma a Bartolini Gipsoteca aulájában. a loggia végében kapott helyet a kórháztemplom, ahol ma az iskolai könyvtár található, és volt itt egy jól felszerelt patika is. 1412 óta a Buca di San Girolamo alla Sapienza alagsorában található.
Nem sokkal 1750 után itt végezték el az első himlőkísérleteket, amelyek során a közeli Ospedale degli Innocenti gyermekeit egy legyengített himlővírussal oltották be.
1784-ben a kórházat számos más közepes és kis méretű épülettel együtt bezárták Firenzében. Vagyonát a Santa Maria Nuova főkórháza kobozta el. Pietro Leopoldo a Szépművészeti Akadémiának szánta az épületet, amely intézmény az 1563-ban I. Cosimo de’ Medici védelme és Giorgio Vasari felügyelete alatt alapított Rajzművészeti Akadémia oktatási ágaként született.

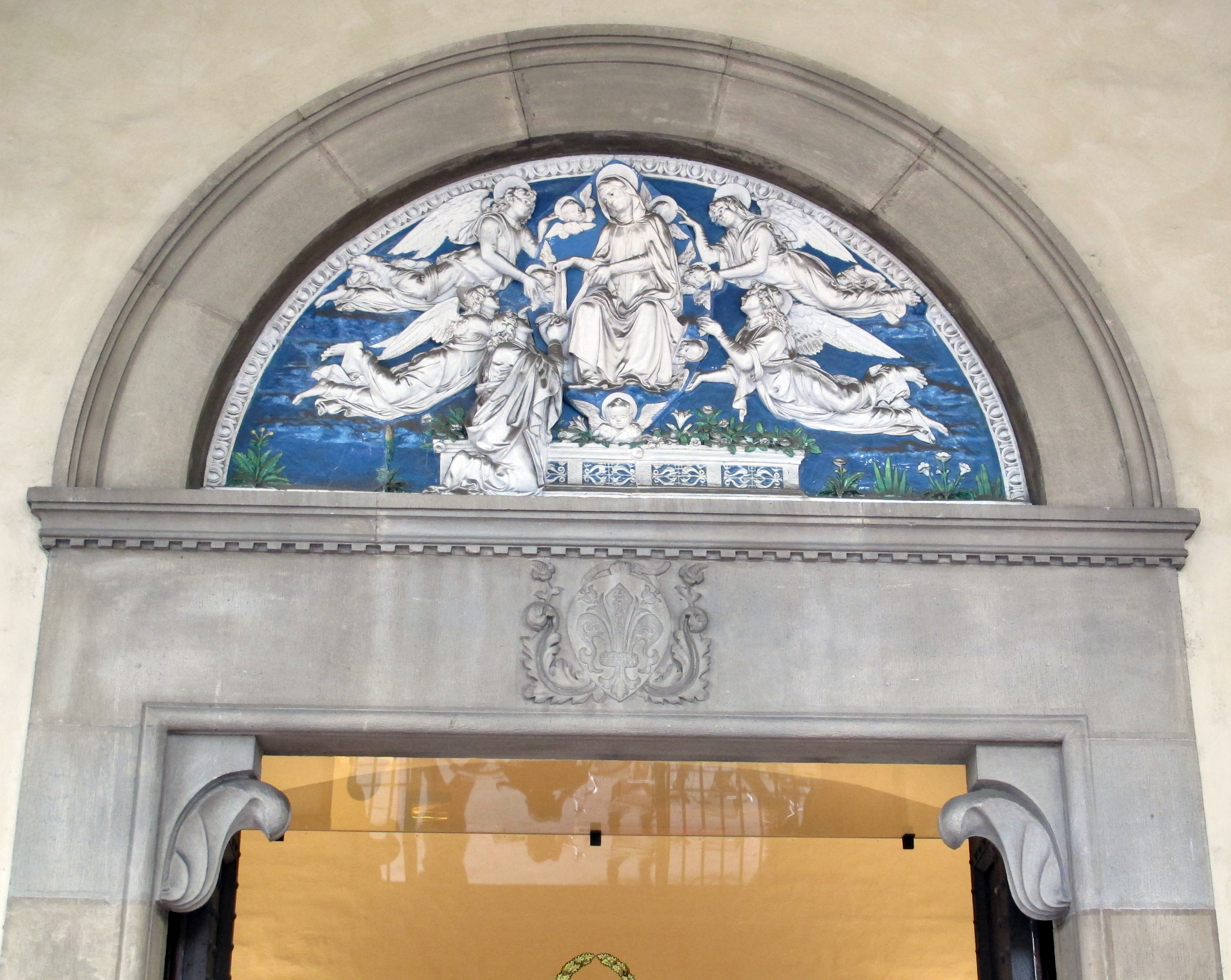
Andrea della Robbia: Az öv Madonnája

A terek új célhoz igazítása érdekében az épületen jelentős munkákat végeztek, amelyeket Gasparo Maria Paoletti, egyben az Akadémia építészeti iskolájának „első mestere” tervezett és irányított, majd Giuseppe Del Rosso, aki végül eltorzította az ősi szerkezetet.
Az Akadémia egyben a vallási intézetekből kivont műalkotások tárháza is volt azok elnyomása után, hogy azok a hallgatók hasznára váljanak. Emiatt a felhalmozott hatalmas gyűjtemény a napóleoni rablás tárgya volt, amely 1798-tól 1815-ig folytatódott, az egész Toszkán Nagyhercegség francia megszállását követően.
Más, a különböző tudományágak termekben történő oktatásának megszervezését célzó beavatkozásokra a tizenkilencedik század közepe táján került sor, először Giuseppe Mazzei, majd Mariano Falcini építész irányításával.
Miután az épületet ilyen drasztikus módon átalakították, Guido Carocci, az 1904-es firenzei illusztrátor oldalain, megpróbálta rekonstruálni a komplexum ezen részének ősi elrendezését: a portikusz hatszögletű kis oszlopokból, alattuk kapukkal az ápolók és külön a férfiak és nők számára a kolostorba és a templomba. Az oszlopsor fölött tetővel fedett loggia, szintén oszlopokon áll. A karzat végén volt a templom bejárata a Via del Cocomero mentén bal oldalt haladt, és ma az Akadémia könyvtáraként szolgáló teremnek felelt meg… A kórházból ma már csak a kecses, a XVI. században újjáépített, értékes műalkotásokkal díszített kolostor maradt meg, valamint az elegáns homlokzat és a kétsoros folyosók néhány nyoma. A Képzőművészeti Intézet homlokzatának helyreállítása során ívek és pillérek maradványai kerültek elő: megmaradt a boltívek fölötti fogazott párkány is. A homlokzatokon még mindig láthatók Balducci és az Arte del Cambio címerei.
Az akkor elzárt külső karzatot 1934-35-ben restaurálták és megtisztították, először Amedeo Orlandini, majd Alfredo Barbacci alkotásaival: a belső terek bejáratainál az eredeti központi belső kialakítása alapján új ajtókat helyeztek el, míg a nagy, XVIII. századi Luigi Cherubini Zenei Intézet bejáratánál, a Via Ricasolival, a terecskével összekötve, ahol ma is áll. További külső és belső helyreállításokat végeztek 1964–65-ben, majd 1973-ban meg 1975 és 1978 között, ez utóbbiakat egy 1979-es kiadványban részletesen dokumentálták. A homlokzat vakolása és a kapu beépítése 1996-ra nyúlik vissza, az év június 21–22-i firenzei Európai Tanácsa alkalmából finanszírozott rendkívüli beavatkozások közé tartozó építkezés részeként.

## Az épület leírása

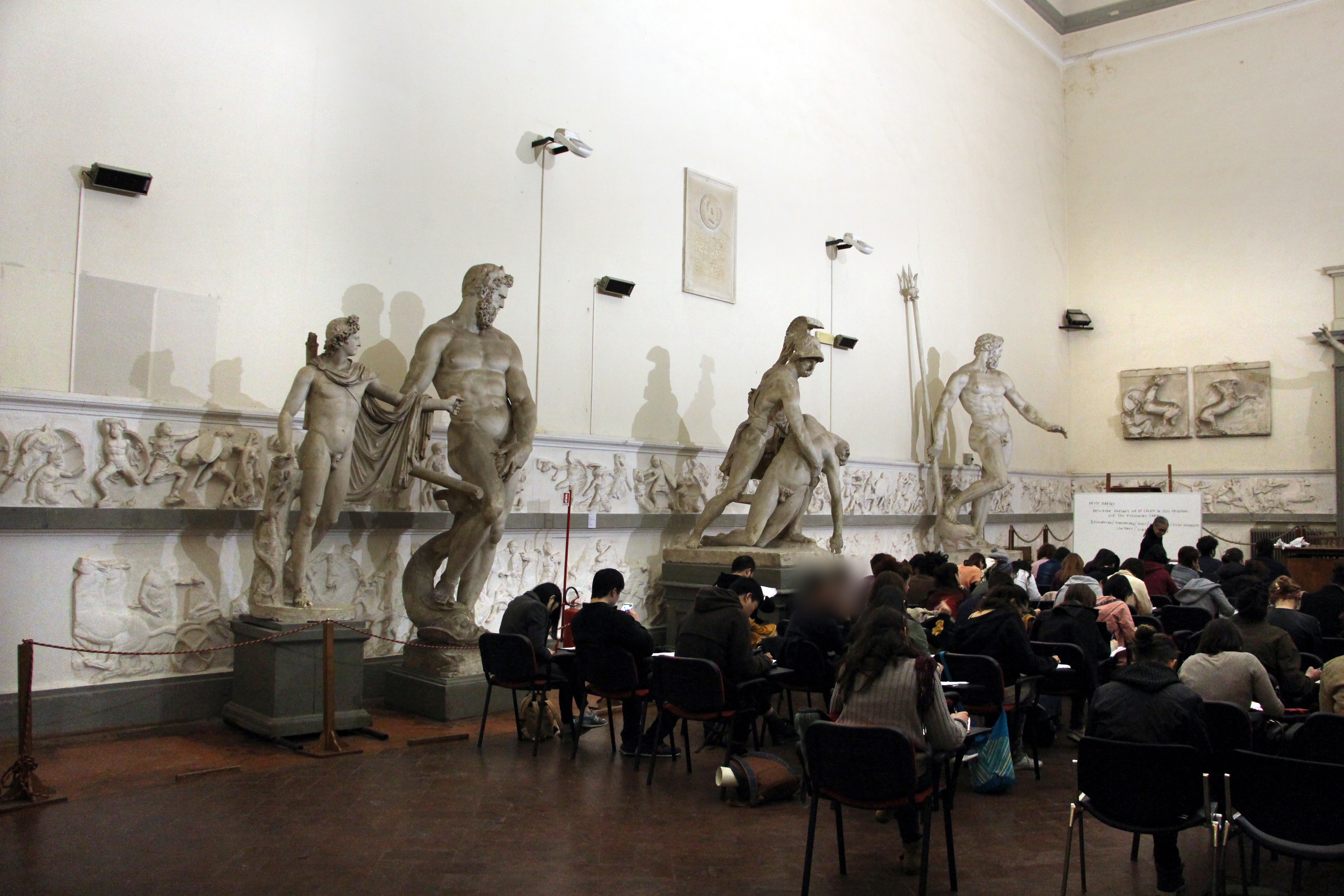
Gipszöntvények a Minerva Csarnokban

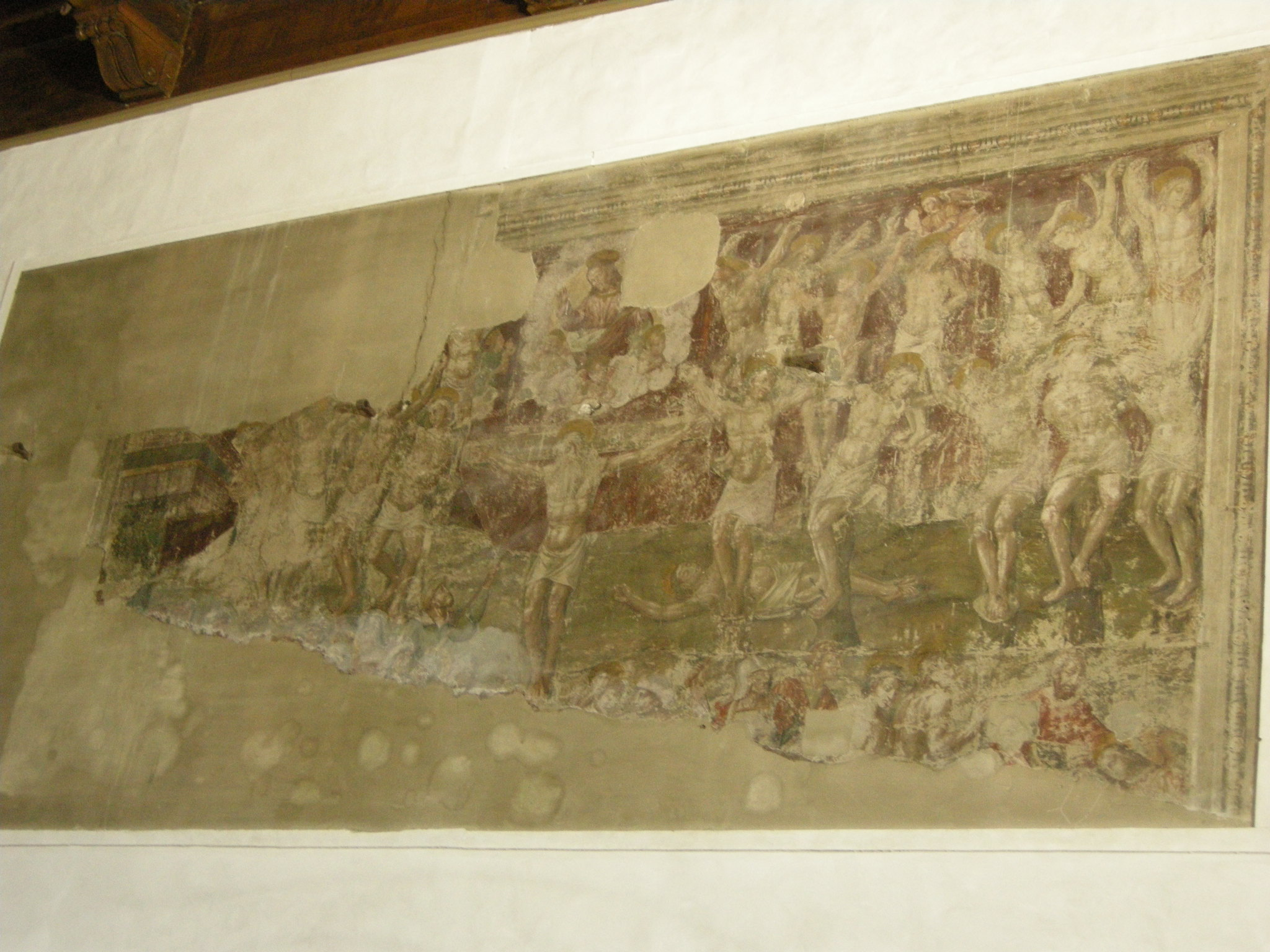
A keresztre feszítés

Jelenleg az épület a térre néz a vízleveles tőkékből előkerült karzattal, amely alatt a termek bejárati ajtajának megfelelően három üvegezett terrakotta lunetta található Andrea della Robbia és munkatársai (1490 k.): Szűz Mária mennybevétele, Madonna és gyermeke, két szent között (a szent Orsolya-komplexumból) és a Feltámadás (Szent Klárától).
A felső részen két húrsor és egy ablakpárkány található; ez utóbbin egyszerű ablakok sorakoznak, amelyek között négy fegyveres pajzs helyezkedik el, amelyek ma nehezen olvashatók, de az irodalomban az alapító Lemmo di Balduccióéként vannak dokumentálva (az oldalakon a legjobban megőrzött oroszlánkörmök Andráskeresztben), és az Arte del Cambióé (a legkevésbé olvasható címer, a magvakkal).
A komplexum belsejében van egy kolostor, amelyet a tizenhetedik század elejéről származó, alacsony boltíves karzatok fednek le. A belsejében található a Crocetta nevű kápolna is, amelyet Giovanni da San Giovanni 1621-ben egy Repülés Egyiptomba témából alkotott, ide szállították, és 1788-ban a közeli Palazzo della Crocettából építették újra, amely ma a Nemzeti Régészeti Múzeumnak ad otthont, és az egyik legrégebbi szállítási technikát dokumentálja a Gasparo Maria Paolettinek tulajdonított freskó esetében.
A Cenacolo néven ismert teremben Stefano d'Antonio Vanni (1465–1966) Utolsó vacsora freskója látható, a Paradicsom Kapujának nagy öntvénye miatt nevezett Ghiberti-teremben pedig a szintén Stefano d'Antonio nevéhez fűződő Tízezer mártír keresztre feszítése látható. Az oktatási céllal létrehozott gyűjtemény gazdag a klasszikus ókortól a XIX. századig terjedő szobrászati alkotások gipszmásolataiban, amelyek az egész épületben, a kolostortól a lépcsőkig, az Aula Minerváig, a Parthenon frízeinek kópiái és a körben elhelyezkedő más nagy szobrok foglalnak helyet.
A második udvarban található a Szent Márk-oszlop töredéke, amelynek I. Cosimo de’ Medici tervei szerint a közeli Piazza San Marcót kellett volna díszítenie.
Az 1801-ben alapított Firenzei Képzőművészeti Akadémia könyvtára a San Matteo Kórház egykori templomának helyiségeiben található. Eredeti metszeteket, kéziratokat, tizenhatodik századi műveket, rajzokat és dokumentumokat őriz 1784-től.
A Bartolini gipszöntvény-galéria, amely ma a szomszédos Galleria dell’Accademia része, egykor a komplexum része volt.
A Via Cesare Battisti egy modernebb homlokzat, amely Bargellini és Guarnieri repertoárjában a következőképpen szerepel: „a jelenlegi elrendezés a tizenkilencedik század elejéről való, a 16. századi Rajzművészeti Akadémia szimbólumaival, vagyis a három egymásba fonódó babérkoszorúval (a három nagy építészetből született festmény: a kultúrművesség, a festészet, a festészet között). Fattori élete utolsó éveiben metszetet tanított a Képzőművészeti Akadémián. A Via Battisti kis ajtón keresztül lépett be műtermébe, amelyen a firenzei művészek kezdeményezésére márvány emlékművet helyeztek el, amelyet a Valmore Gemignani szobrász által mintázott festőfejű rés díszített.

### Sírkövek
Az első emléktábla a karzat alatt található, amely az újranyitásának és Domenico Trentacoste alakjának állít emléket:
| FIRENZE SZÉPSÉGÉNEK NÖVELÉSÉRE ÉS TISZTELJE MEG AZ EMLÉKEZETT Írta: DOMENICO TRENTACOSTE SCVLTORE MCMXIII-tól MCMXXIII-ig EZEN A KÉPZŐMŰVÉSZETI AKADÉMIÁN MESTER ÉS LEGSZERETETT FŐNÖK ÚJRA NYITOTT A BARÁTI EMLÉKEK NAGYLEMÉNYES ADOMÁNYA KERETÉBEN A SAN MATTEO-I KÓRHÁZ EZ A SZÁLLÁS CHIVSO AZ MDCCLXXXIV I LVGLIO MCMXXXV · XIII |

A lépcsőházban az Akadémia jelképével ellátott emléktábla emlékezik az első világháborúban elesett diákokra:
| A MŰVÉSZET DERÜL ÁLMAIBÓL A FIATALOK AZ ELSŐBB ÁLDOZATHOZ ugrottak MOSOLYOGJON DICSŐSÉGGEL ITT A SZÉP VAN EDVCO A MAGAS VÁGYÁHOZ ÉS A MAGNANIÓS VÁGYÁHOZ A BÜSZKE INTÉZET A HÁLÁS HAZA FELELHETETLEN NEVEIKET BENYOMTATOK CASSVTTI PÉTER ALDO CIGHERI PAMPALONI GOFFREDO NÉHÁNY LVCIANO EGY KIS OTTORINO |

A kolostor és az udvar közötti folyosón egy másik emléktábla emlékeztet a háborús eseményekre. Retusálták, valószínűleg az 1940-es évek után; a német „barbárokra” való hivatkozás az olasz fasizmus idején el kellett távolítani, majd vissza kellett állítani:
| In questo luogo sacro All'arte dall'ottobre 1915 al febbraio 1919 durante la immane guerra mondiale scatenata e mantenuta dai BARBARI TEDESCHI a scopo di tirannico dominio ebbero ospitale ricovero 20.000 soldati personale di servizio che ha perduto la vita per la patria dr ARNALDO BARSANTI-lucca-s.ten.med.dei bombardieri m. sul carso il 1°11.916 colpito da granata austriaca premiato con medaglia al valor militare prof. RODOLFO PANICHI-pietrasanta-magg.medico direttore di sezione di sanità m.a firenze il 18.4.918 per malattia contratta al fronte premiato con medaglia al valore |

Az előző mellett egy tábla 1936-ból, amely azon évek helyreállításainak állít emléket amelyek során a via Cesare Battisti felé alakították át a részt:
| A KIRÁLYI KÉPZŐMŰVÉSZETI AKADÉMIA BEVÉSTED A NEVEKET EBBE A MÁRVÁNYBA A HOZZÁJÁRULÓKÉL A MEGÚJULT NAGYSÁGHOZ AZ ÉPÜLETRŐL FERNANDA OOETTI IDŐSEBB HERCEG PIERO GINORI CONTI PRINC. SA GIVSEPPINA OF SORAGNA GONZAGA FIRENCE TAKARÉKPANSZAK AVTONOMA TVRISMO CÉG GIOVANNI ÉS RVBY ROATTA COUNT SEN. ALESSANDRO CONTINI BONACOSSI COMM. ENG. SZERENCSI HÍD NOV. 4. 1936 |

Közvetlenül a Via Battisti oldalán érmek helyezkednek el az Akadémia szimbólumaival és mottóival.
| LELKÜNKET ELHAGYVA A FÖLDRŐL AZ ÉGBE |

| HASONLÓ SVB IMAGINE FORMÁK |

Még mindig ezen az oldalon, a Piazza Santissima Annunziata felé, egy bronz mellszobor emléktábla őrzi Giovanni Fattorit, közvetlenül a szolgálati ajtón, amelyet az Akadémia tanáraként használt:
| AZ AKADÉMIA STÚDIÓBAN FERENCESEN BOLDOG A KENYÉRHEZ JÁNOS TÉNYEZŐK NAGYON DRÁGA ETRVSCO KÉZMŰVÉSZ RAJZOTT VÉSZES FESTÉS A TANÍTVÁNYOK TANÍTÁSA AZ UTOVÁBBSÁGNAK HOGY A MŰVÉSZET SZABADSÁG MINDEN FORMÁTÓL ÚJ ÉS ŐSI N. A VI 'IX' MDCCCXXV M. A XXX - VIII - MCMVIII XXIX - XI - MCMXXV FIRENCE, AHOL AZ EMLÉKEZET ÖRÖKSÉGESsé vált A KÖZÖSSÉG AKARATÁBÓL |

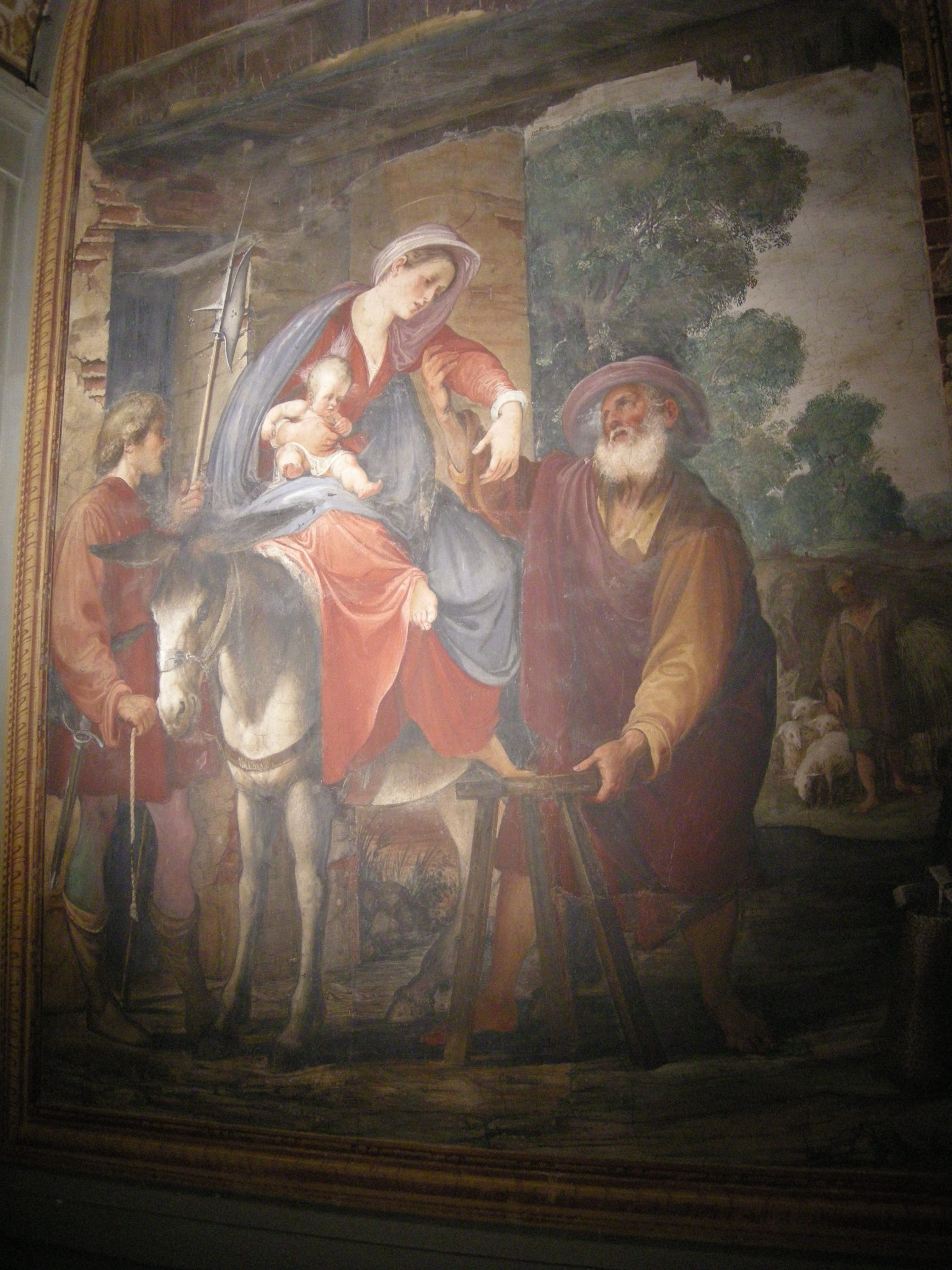
János repülése Egyiptomba San Giovanniból

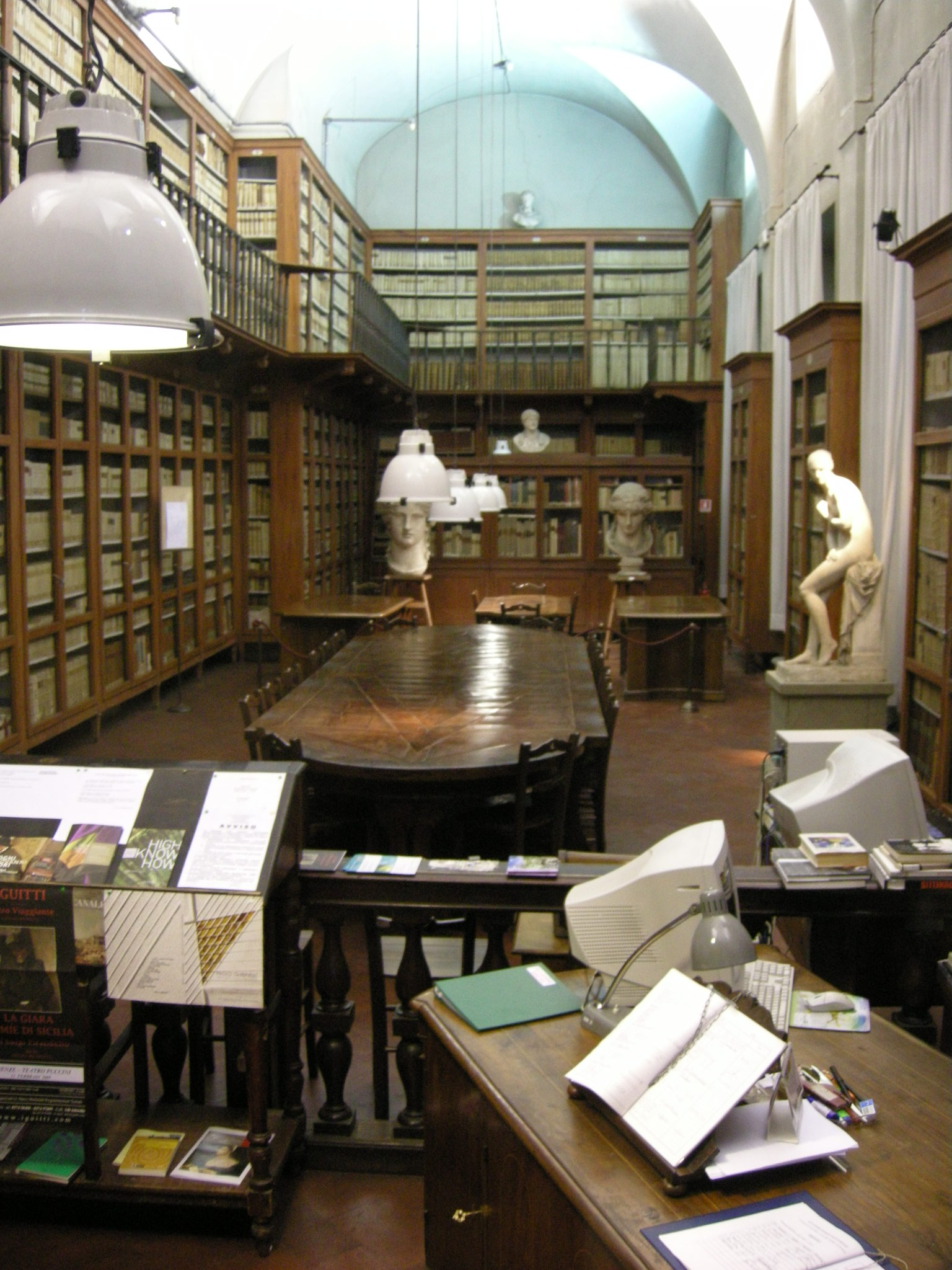
A könyvtár

| Hatósági ellenőrzés | VIAF ( HU ) 127125463 · ISNI ( EN ) 0000 0001 2153 2637 · SBN CFIV082667 · LCCN ( EN ) n79065284 · GND ( DE ) 1211840-0 · BNF ( FR ) cb156202910 (dátum) · J9U ( EN , Ő ) 987007572108105171 |

## Fordítás
- Ez a szócikk részben vagy egészben  az   Accademia di belle arti di Firenze című olasz Wikipédia-szócikk fordításán alapul.  Az eredeti cikk szerkesztőit annak laptörténete sorolja fel. Ez a jelzés csupán a megfogalmazás eredetét és a szerzői jogokat jelzi, nem szolgál a cikkben szereplő információk forrásmegjelöléseként.